# Gyrogyne
Gyrogyne, rod Gesnerijevki u podtribusu Loxoniinae, dio tribusa Epithemateae. Jedina vrsta je G. subaequifolia iz kineske provincije Guangxi. vrsta je možda izumrla, i poznata je samo iz zbirke tipova  

## Etimologija
Ime roda dolazi od grčkog γυρος, gyros = okrugao, i γυνη, gynē = ženski, u botanici se odnosi na ženske dijelove cvijeta, u aluziji na (stisnuti) kuglasti jajnik. 

## Opis
Višegodišnja, kopnena zeljasta biljka, kratkih rizoma. Stabljika je dobro razvijena, uspravna, s dva ili tri čvora, nerazgranata. Listovi nasuprotni, peteljkasti, malo nejednaki u paru, lamina jajolika, rub grubo nazubljen, perasto žilast. Cime (pseudo-)terminalni, stabljikasti; brakteola nema, cvjetovi s peteljkom. Čašičasti listići u donjoj polovici spojeni, nabrani. Vjenčić bijel; cijev kratka, široka, vrećica pri dnu; krak nešto kraći od cjevčice, gornja usna s dva, donja s tri zaobljena režnja. Nektarij prstenasti. Prašnici 4, prirasli uz bazu vjenčića; teke divergentne, gotovo paralelne, ne konfluiraju, vezivno strše na vrhu, dehiscencija longicidna; prisutan staminod. Jajnik udubljen, loptast, gol, unilokularan, placente parijetalne, lokula jajnika; stil vitak, c. 4x duži od jajnika; stigma udubljena okruglasta. Plodovi: nepoznato. Broj kromosoma: nepoznat